# Baldwin (Louisiane)
Baldwin est une ville de la paroisse de Sainte-Marie, dans l'État de Louisiane, aux États-Unis. En 2020, elle compte une population de 1 762 habitants.

## Démographie
Lors du recensement de 2010, la ville comptait une population de 2 436 habitants, tandis qu'en 2020, elle s'élève à 1 762 habitants.